# Cal Martí (Torrefeta)
Cal Martí és una casa de Torrefeta, al municipi de Torrefeta i Florejacs (Segarra), inclosa a l'Inventari del Patrimoni Arquitectònic de Catalunya.

## Descripció
Edifici de pedra de dues plantes d'aixecada. A la planta baixa es troben dues portes rectangulars: una d'accés a la zona d'habitatge i l'altra, de dimensions més grans, per l'accés de vehicles. A la primera planta, lleugerament descentrada, es pot veure una porta balconera d'arc escarser i motllura de pedra amb un balcó de forja. Damunt d'aquesta, reposa una mènsula prominent on apareix gravada la data "1778". La segona planta presenta dues obertures amb arc rebaixat i barana de fusta, arran de les quals neix una cornisa voluminosa de maons que tanca i encapçala l'edifici.
El parament d'aquesta façana està format per carreus irregulars de mida reduïda.